# 47 Bootis
47 Bootis, som är stjärnans Flamsteed-beteckning eller b Bootis (Bayer-beteckning), är en dubbelstjärna i den norra delen av stjärnbilden Björnvaktaren. Den har en kombinerad skenbar magnitud på ca 5,58 och är svagt synlig för blotta ögat där ljusföroreningar ej förekommer. Baserat på parallaxmätning inom Hipparcosuppdraget på ca 12,5 mas, beräknas den befinna sig på ett avstånd på ca 261 ljusår (ca 80 parsek) från solen. Den rör sig närmare solen med en heliocentrisk radiell hastighet på ca -13 km/s.

## Egenskaper
Primärstjärnan 47 Bootis A är en blå till vit stjärna i huvudserien av spektralklass A0 Vs, där ”s” anger skarpa emissionslinjer till följd av att den har en måttlig rotation med en projicerad rotationshastighet på 55 km/s. Den har en massa som är ca 2,5 gånger solens massa, en radie som är ca 1,8 gånger större än solens och utsänder ca 46 gånger mera energi än solen från dess fotosfär vid en effektiv temperatur på ca 10 100 K.
47 Bootis är en misstänkt variabel av okänd typ, som har en skenbar magnitud +5,57 utan någon fastställd amplitud eller periodicitet. Följeslagaren 47 Bootis B är en stjärna av magnitud 13,3 separerad med 6,2 bågsekunder från primärstjärnan.